# Хоомей
Хоомей (Тувинською мовою: Хөөмей) — тип горлового співу, один із специфічних варіантів обертонного співу, яким співають тувинці на півдні Сибіру (Тива).
Слово Хоомей використовується і як назва одного із стилів горлового співу характерного для тувинської музики (звучання цього стилю нагадує голосове гудіння під акомпанемент терменвоксу, коли один або більше високих звуків одночасно накладаються на фундаментальну висоту, утворюючи унікальний звук), і як збірна назва всіх стилів тувинського горлового співу (що варіюють від низького гуркоту, до середніх тонів із ритмом, та різноманітних стилів співу високої тональності). Усі тувинські стилі горлового співу вимагають зміни форми ротового отвору для вибору обертонів.

## Історія

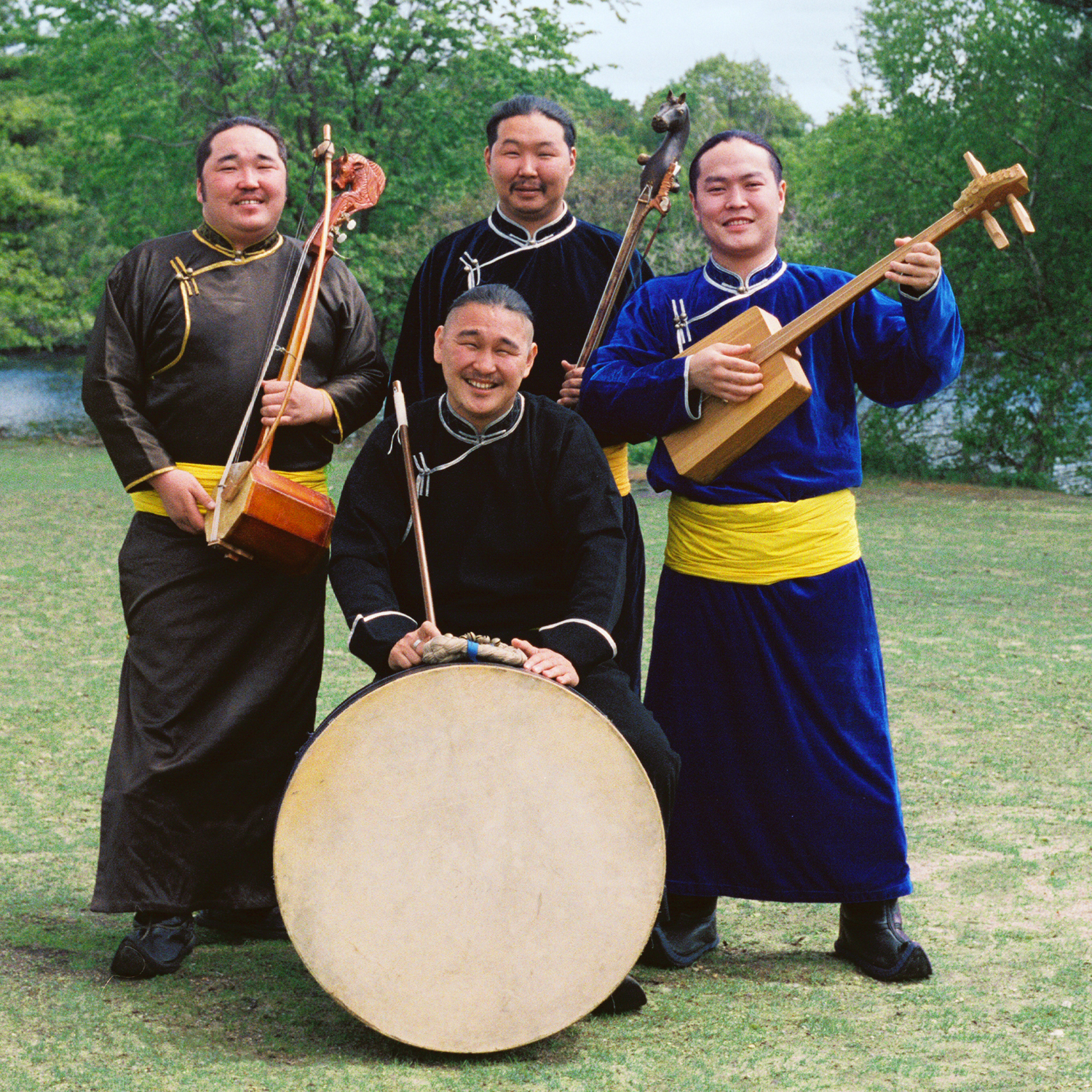
Тувинський ансамбль горлового співу «Алаш».

Історія Тивинського співочого горла бере свій початок з давніх-давен. Багато чоловіків-пастухів вміють співати горловий спів, жінки щоправда тільки починають вчитись цієї техніки. Степ надихає авторів пісень, відкриті ландшафти несуть звук на далекі відстані. Часом також темою пісень стають місцеві коні, так що тематично тувинська народна музика дуже схожа на західну ковбойську музику, хоча специфічна техніка співу та східна мова роблять її чужою для західного слухача. Популярність горлового співу серед тувинців зріс. Горловий спів є невід'ємною частиною пастушачого життя, яке й досі існує у цій країні. Часто такі співаки подорожують далеко в сільській місцевості, шукаючи придатне для горлового співу середовище: потрібну річку або сходять до степу у гірській місцевості.

## Вплив на світову культуру
Тувинський горловий спів вплинув на музику різноманітних культур. В давнину його перейняли тибетські монахи, в новітні часи деякі американські музиканти стилю нью-ейдж вражають своїх слухачів екзотичним звучанням хоомей та сигит, що наче походять із іншого світу.
Докладна кількість стилів співу що їх практикують тувинці є предметом дискусій, однак щодо основних стилів, то одностайно розрізняють три основних стилі: хоомей, карґираа, та сигит.